# Mithraeum de Lambaesis
Le mithraeum de Lambaesis est un mithraeum situé sur site archéologique de Lambèse, commune de Tazoult dans la région des Aurès en Algérie,.

## Historique
À l'origine, la ville antique fut fondée en l'an 81 apr. J.-C. par la IIIème légion romaine, installée sous Titus, qui lui a donné le nom de Lambaesis. Marc Aurèle y édifia une cité qui devint sous Septime Sévère la résidence du légat et capitale de Numidie. Au Ve siècle la ville est détruite par les Berbères.
Les premières fouilles de la ville antique commencent en 1848, dirigées par le colonel du 2e régiment étranger d'infanterie (Légion étrangère), Carbuccia.
Dans les années 1950, d'autres fouilles furent entreprises, entre le temple d'Esculape et le Capitole, emplacement du mithraeum.
Selon le rapport des fouilles de l'archéologue René Godet le sanctuaire du culte de Mithra est orienté sur un axe sud-est et mesure 16,40 m de long sur 8,40 m de large. Il a été construit avec des pierres irrégulières et son intérieur a été peint avec du plâtre. Implanté à environ 1 msous le niveau de la voie romaine, on y accédait par une porte à l'ouest au bas de deux grandes marches. Des traces de banquettes latérales se trouvent sur toute la longueur de la salle principale et l'abside (2,00 m de long sur 1,80 m de large) était située à environ un mètre au-dessus du niveau du sol et on y accédait par quatre marches. Une autre salle (4,55 m de long sur 3,65 m de large), rattachée au mithaeum, était accessible par une porte au sud-ouest. Cette salle a été construite avec des matériaux de construction différents  du mithraeum, pouvant être un ajout ultérieur.

## Trouvailles
Un certain nombre d'autels ont été découverts dans et autour du mithraeum, mais tous les autres équipements portables semblent avoir été retirés.
Deux des trois autels permettent une datation du sanctuaire. Le plus ancien fut érigé par Marcus Valerius Maximianus, commandant de la Legio III Augusta, entre 183 et 185 apr. J.-C.. Ce monument porte l'inscription :
« [Soli ? or Deo ?] invicto  Mitrae  M(arcus) Val(erius) Maximianus  leg(atus) Aug(usti) v(otum) s(olvit). »
« Au Soleil invincible Mithra, Marcus Valerius Maximianus, légat impérial, a accompli son vœu. »
Le second autel a été payé par le gouverneur de Numidie en 303 apr. J.-C., Valerius Florus. L'autel porte l'inscription : 
« Tertiu(m) idus Iunias depositio cruoris sanctorum martrum qui sunt passi sub pr(a)eside Floro in civitate Milevitana in diebus t(h)urificationis inter quibus hic Innoc[entius situs] est ipse in pace. »
« Le treizième juin, déposition du sang des saints martyrs, qui souffrirent sous le gouverneur Florus dans la ville de Milevis, aux jours de purification, parmi lesquels Innocentius repose ici, lui-même en paix. »